# Clorură de tereftaloil
Clorura de tereftaloil (TCL, clorură de 1,4-benzenedicarbonile) este clorura acidă a acidului tereftalic și este unul dintre monomerii utilizați pentru fabricarea Kevlarului, celălalt fiind p-fenilendiamina. 

## Proprietăți fizice
Este un solid cristalin alb la temperatura camerei, solubil în solvenți organici comuni. Punctul său de topire este între 81,5 și 83 °C, iar punctul de fierbere de 265 °C. Este coroziv. Formula sa chimică este C8H4Cl2O2.